# Cerura vinula
Cerura vinula es un lepidóptero de la familia Notodontidae.

## Descripción
Cerura vinula tiene una envergadura de 58 a 75 mm, siendo los machos ligeramente más pequeños que las hembras. Tienen los márgenes de las alas blancos o gris amarillento, con líneas oscuras. La parte posterior de las alas es ligeramente gris en los machos, y casi transparente en las hembras. El cuerpo es gris blanquecino y presenta bandas negras sobre el abdomen. El periodo nupcial se extiende de abril a agosto, dependiendo de la altitud. Las plantas anfitrionas son el sauce y el chopo, especialmente Populus tremula.
Las hembras ponen sus huevos de color chocolate marrón de unos 1,5 milímetros, anchos y hemisféricos en el anverso de las hojas de sus plantas alimentarias.
Las orugas miden aproximadamente 8 cm. Son de color verde ligero brillante y presentan una línea marrón, perfilando un patrón dorsal blanco. Las orugas neonatas son completamente negras. El abdomen acaba dos apéndices extensibles de color rojo. La polilla sobrevive al invierno como pupa en un capullo sólido sujetado a árboles.

Las orugas tienen un comportamiento defensivo notable. Cuando son perturbadas, adoptan una pose defensiva en la que levantan la cabeza, mostrando un área rojiza y posicionando sus dos apéndices finales hacia arriba. Pueden arrojar ácido fórmico a su atacante si dicho aviso de defensa es ignorado.

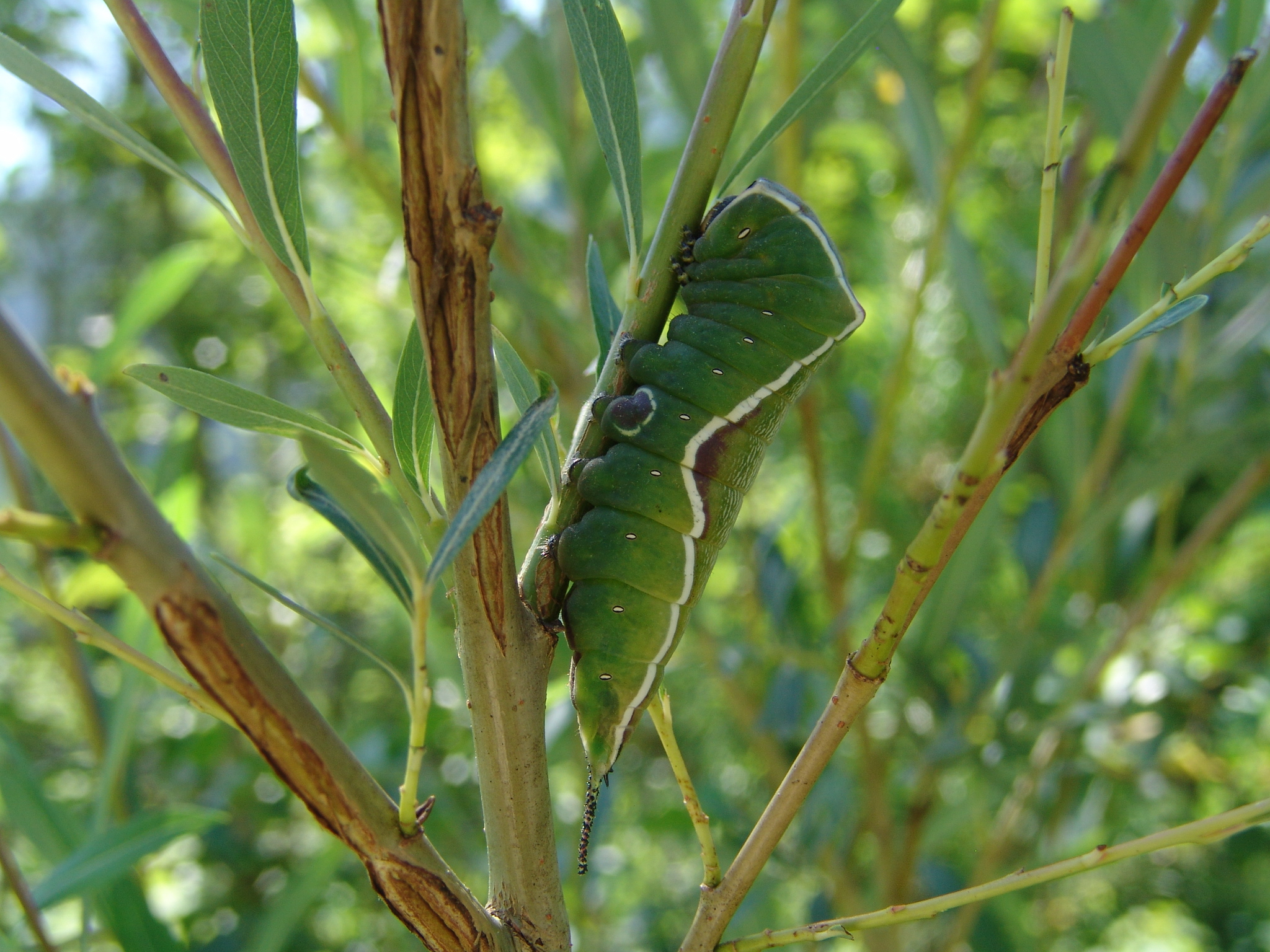
Oruga
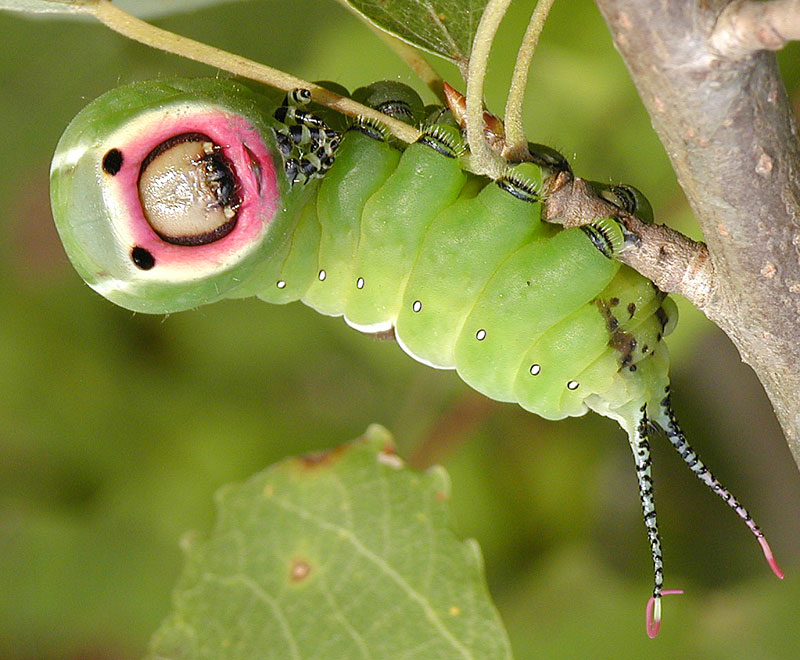
Oruga vista frontal
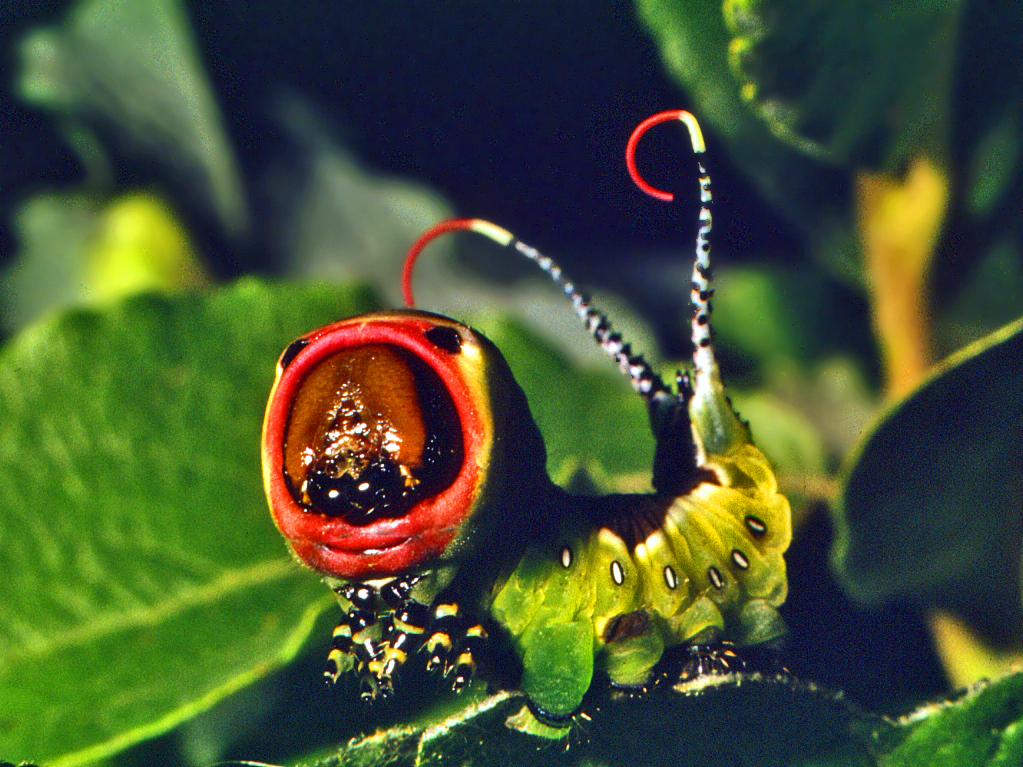
Oruga en pose defensiva

## Distribución
La polilla habita en la zona Paleárctica y habita por todas partes Europa, a través de Asia templada a China y en el Norte de África.

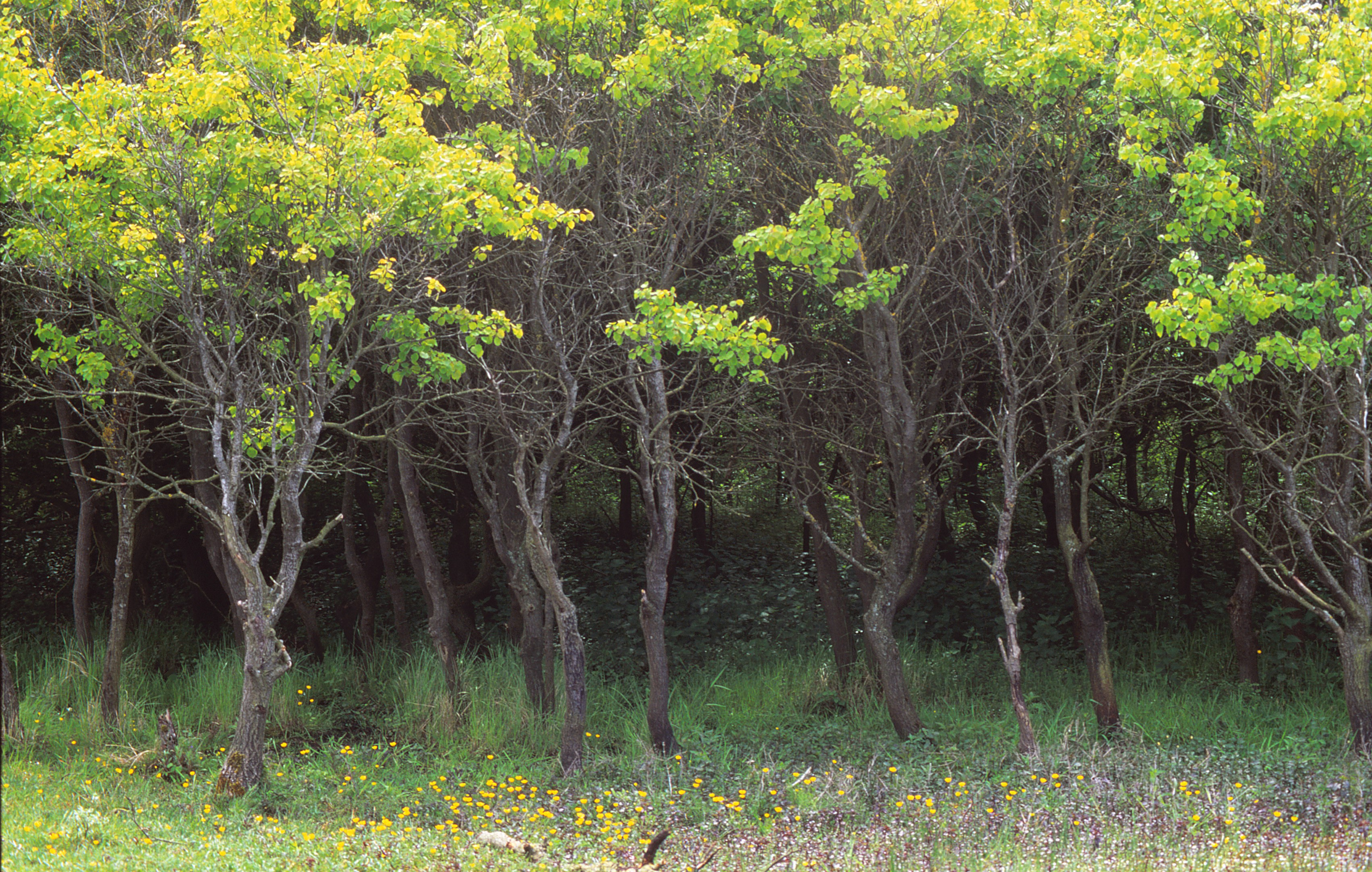
Hábitat.

## Hábitat
Esta polilla habita mayoritariamente áreas de bosques densos en las que haya poblaciones de sauces o chopos, que constituyen el alimento de sus larvas.